# Miguel Mostaza Rodríguez de Medio
Miguel de Mostaza Rodríguez de Medio (Santa Colomba de Sanabria, Zamora; 1 de julio de 1867-San Sebastián, Guipúzcoa; 17 de septiembre de 1943) fue un sacerdote y profesor español.

## Biografía
Descendiente de una de las familias poderosas de Santa Colomba de Sanabria, los Rodríguez de Medio, Miguel nació en 1867, siendo hijo de Lorenzo de Mostaza Árias y de Ángela Rodríguez de Medio. Siendo apenas un niño su tío, José Rodríguez de Medio, párroco de la localidad zamorana de Abraveses de Tera, lo llevó al Seminario de Astorga, ya que la tierra de Sanabria pertenece, eclesiásticamente, a dicho obispado. En el año 1881 se matricula en primero de Filosofía, graduándose como bachiller en el Instituto de Ponferrada en 1889, mismo año en que se licenció en Teología en Salamanca. En 1890 se orden sacerdote y comienza a dar clase en el seminario. Tres años después, en 1892 ingresa en el noviciado de la Compañía de Jesús y en 1895 parte para Roma, en la que será su primera estancia en la Universidad Gregoriana. En 1904 llega a Comillas como catedrático. En 1921 vuelve a Roma, ahora como Decano de la Facultad de la Universidad Gregoriana, cargo que desempeñará hasta 1941.
Tres de sus sobrinos alcanzaron cierta relevancia en el ámbito público español del siglo XX. Dos de ellos fueron sacerdotes, por un lado, Miguel de Mostaza Rodríguez, y por el otro, Antonio de Mostaza Rodríguez. Otro de ellos fue el escritor y periodista Bartolomé de Mostaza.
- Datos: Q6014803